# 화성-19형
화성-19형은 북한의 ICBM이다.

## 역사
2024년 10월 31일, 북한이 동해상으로 장거리미사일을 시험발사했다.
김정은은 딸 김주애를 발사 현장에 데리고 나와 시험발사 전 과정을 직접 지휘했다.
미국 대선을 닷새 앞두고 있고 북한군 러시아 파병으로 한반도 긴장이 높아지는 상황에서 북한이 전략무기인 대륙간탄도미사일을 쏜 것이다.
2024년 11월 1일, 노동신문은 "당대회가 제시한 국가핵무력 건설 전망계획에 따라 공화국 전략무력이 화성포-18형과 함께 운용하게 될 최종완결판 대륙간탄도미사일 ‘화성포-19형’무기체계”라고 소개했다.

## 같이 보기
- 화성-18형